# مين تاناكا
مين تاناكا (باليابانية: 田中泯) هو مصمم رقص وراقص وممثل ياباني، ولد في 10 مارس 1945 في اليابان.

## أعمال

### أفلام
- (2009) خريطة أصوات طوكيو
- (2013) 47 رونين
- (2018) أبطال بسطاء

## وصلات خارجية
- مين تاناكا على موقع IMDb (الإنجليزية)
- مين تاناكا على موقع قاعدة بيانات الأفلام العربية
- مين تاناكا على موقع ألو سيني (الفرنسية)
- مين تاناكا على موقع أول موفي (الإنجليزية)
- مين تاناكا على موقع أول ميوزيك (الإنجليزية)
- مين تاناكا على موقع ديسكوغز (الإنجليزية)
- مين تاناكا على موقع قاعدة بيانات الفيلم (الإنجليزية)
- مين تاناكا على موقع كينوبويسك (الروسية)
- مين تاناكا على موقع ANN person (الإنجليزية)